# Нагорное (Красноярский край)

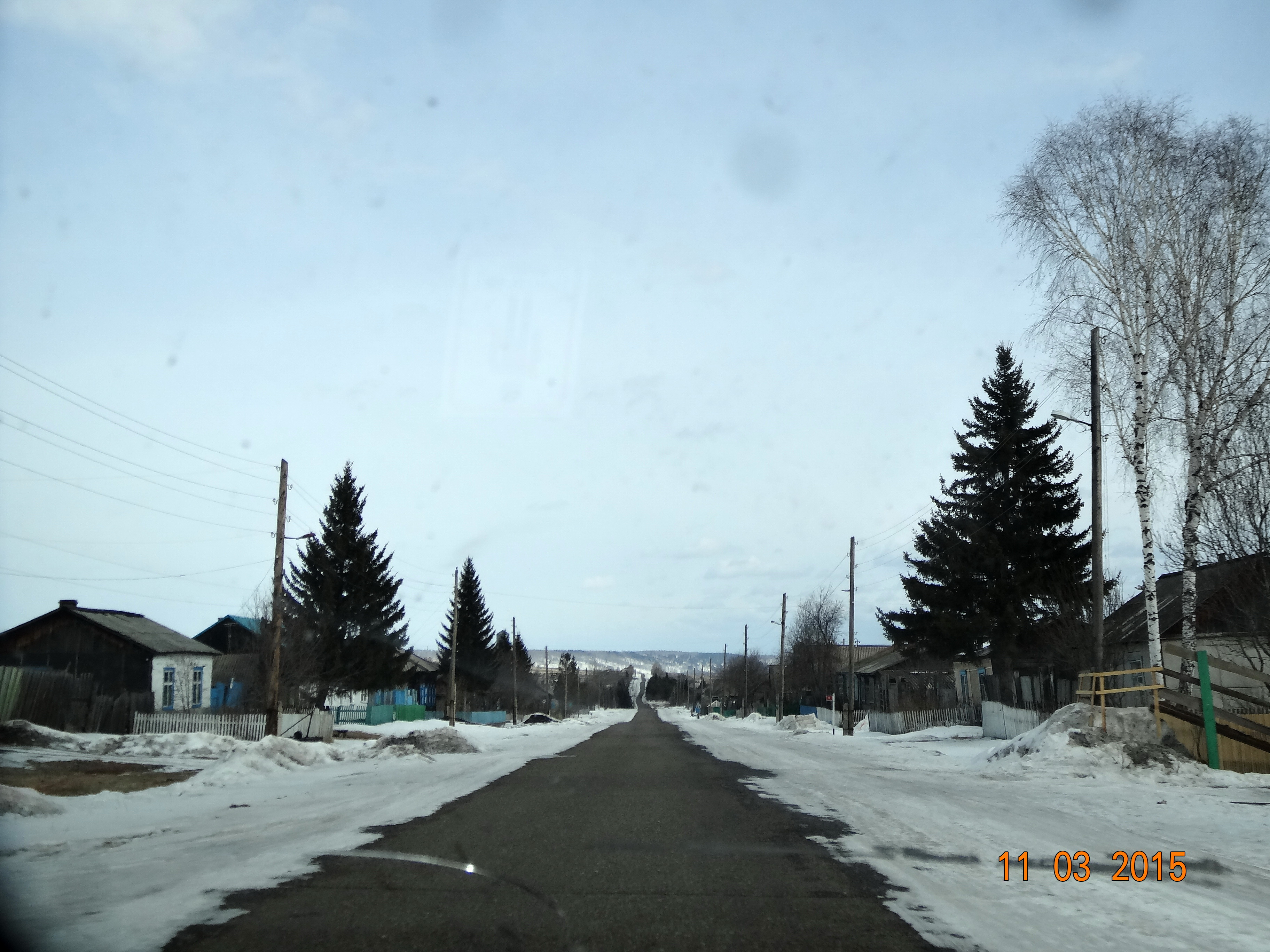

Наго́рное — село в Саянском районе Красноярского края. Административный центр Нагорновского сельсовета.

## История
В 1926 году село состояло из 248 хозяйств, основное население — русские. В административном отношении являлось центром Нагорновского сельсовета Агинского района Канского округа Сибирского края.

## Население
| 1926 | 2010 |
| ---- | ---- |
| 1274 | ↘339 |

## Известные уроженцы
- Власов, Павел Васильевич (1929—2011) — советский и российский врач-рентгенолог. Доктор медицинских наук.